# Hongge'ergaole
Hongge'ergaole (kinesiska: 洪格尔高勒, 洪格尔高勒苏木) är en socken i Kina. Den ligger i den autonoma regionen Inre Mongoliet, i den norra delen av landet, omkring 430 kilometer nordost om regionhuvudstaden Hohhot.
Genomsnittlig årsnederbörd är 440 millimeter. Den regnigaste månaden är juli, med i genomsnitt 115 mm nederbörd, och den torraste är januari, med 5 mm nederbörd.